# Zinn(IV)-bromid
Zinn(IV)-bromid ist eine anorganische chemische Verbindung des Zinns aus der Gruppe der Bromide.

## Gewinnung und Darstellung
Zinn(IV)-bromid-tetrahydrat kann durch Reaktion von Zinn(IV)-oxid mit Bromwasserstoffsäure gewonnen werden. Das Anhydrat kann durch Reaktion der Elemente gewonnen werden.
{\displaystyle \mathrm {Sn+2\ Br_{2}\longrightarrow SnBr_{4}} }

## Eigenschaften

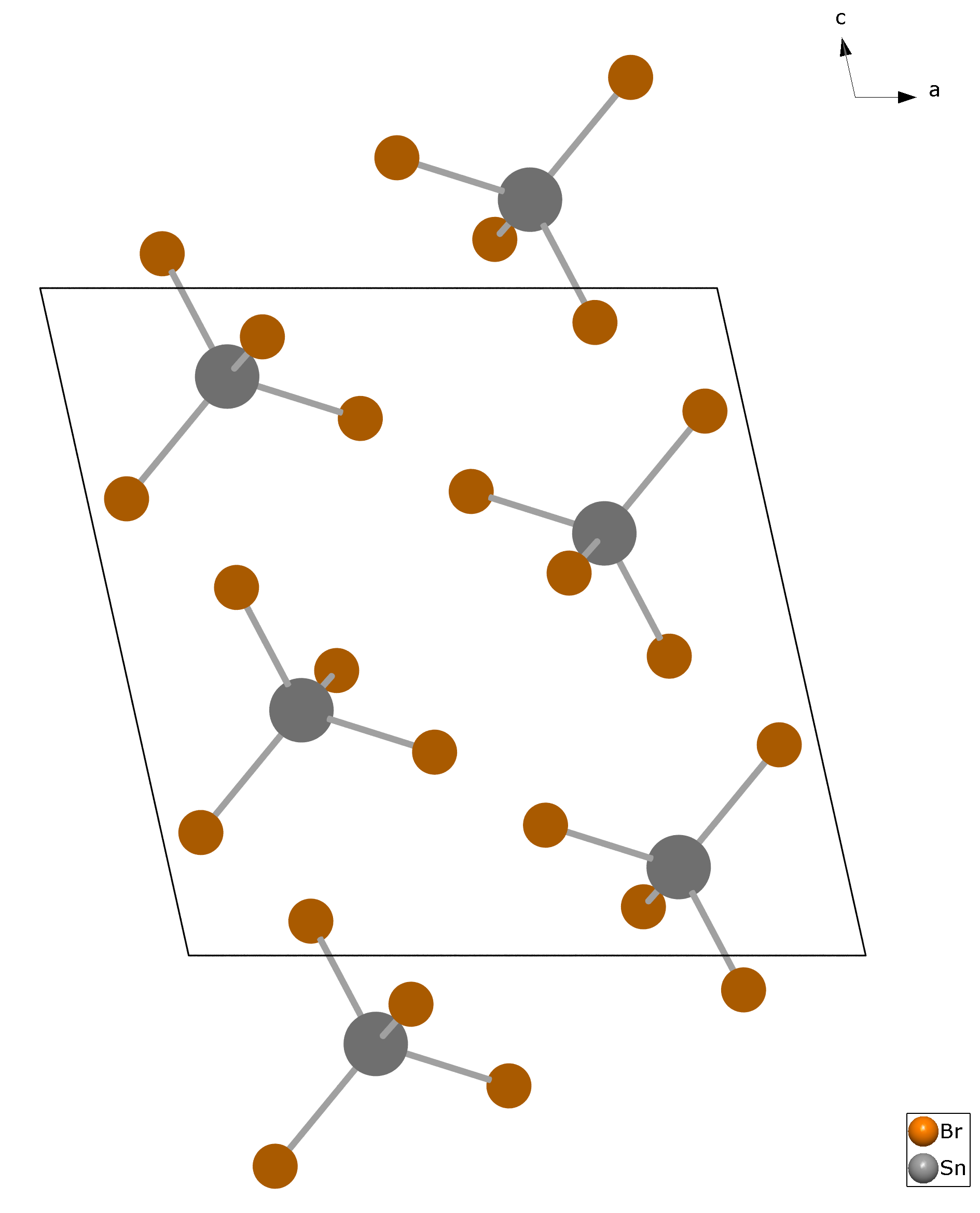
Kristallstruktur von Zinn(IV)-bromid

Zinn(IV)-bromid ist ein farbloser, an Luft rauchender Feststoff, der leicht löslich in Wasser ist. Es besitzt eine monokline Kristallstruktur mit der Raumgruppe P21/c (Raumgruppen-Nr. 14), a = 1037,1 pm, b = 700,6 pm, c = 1047,0 pm, β = 102,56°, Z = 4.

## Verwendung
Zinn(IV)-bromid wird als Ausgangsmaterial für Zinn(IV)-oxid durch laserunterstützte chemische Gasphasenabscheidung (engl. laser-assisted CVD) verwendet und besitzt dabei eine höhere Effizienz als andere Ausgangsstoffe wie zum Beispiel Dibutylzinndiacetat. Er wird auch zur Trennung von Mineralien verwendet.